# Ventspils distrikt
Ventspils distrikt (lettisk: Ventspils rajons) er beliggende i regionen Kurland i det vestlige Letland. Udover den centrale administration består Ventspils distrikt af 12 selvstyrende enheder: 1 by (lettisk: pilsētas, plur. pilsēta, sing.) samt 11 landkommuner (lettisk: pagasti, plur.; pagasts, sing.).

## Selvstyrende enheder underlagt Ventspils distrikt
- Ance landkommune
- Jūrkalne landkommune
- Piltene by
- Pope landkommune
- Puze landkommune
- Tārgale landkommune
- Ugāle landkommune
- Usma landkommune
- Užava landkommune
- Vārve landkommune
- Ziru landkommune
- Zlēkas landkommune

57°25′N 21°32′Ø / 57.42°N 21.53°Ø